# Kennst du das Land? wo die Citronen blühn
Kennst du das Land? wo die Citronen blühn, senare känd som Kennst du das Land, wo die Zitronen blühn?, är en dikt av Johann Wolfgang von Goethe.
Den Italienlängtan vackert uttryckande dikten (även kallad "Mignons sång") är först tryckt 1795 i romanen Wilhelm Meisters Lehrjahre samt tonsatt av Ludwig van Beethoven, Robert Schumann, Ambroise Thomas (i operan Mignon) med flera.